# Kościół Przemienienia Pańskiego w Rachaniach
Kościół Przemienienia Pańskiego w Rachaniach – rzymskokatolicki kościół parafialny należący do dekanatu Tomaszów - Północ diecezji zamojsko-lubaczowskiej.

## Historia
Budowa obecnej świątyni ufundowanej przez Annę z Bełżeckich i Adama Rostkowskich, rozpoczęła się w 1769 roku i została ukończona w 1797 roku dzięki staraniom Katarzyny Adrianny z Krasickich Rzeczyckiej. Kościół został konsekrowany 6 sierpnia 1798 roku przez biskupa Antoniego Gołaszewskiego. W 1841 roku dobudowano wieżyczka na sygnaturkę, a świątynia była remontowana kilkakrotnie m.in. w 1853, 1871, 1906 roku (została odnowiona z zewnątrz) i odnawiana w latach: 1912–1913. W 1943 roku została zamieniona przez hitlerowców na magazyn zbożowy. W latach 1952–1956 kościół został gruntownie wyremontowany, a w 1973 rokuwykonano nową polichromię. W latach 1974–1975 odnowiono wyposażenie świątyni.

## Architektura
Kościół został wzniesiony w stylu późnobarokowo-klasycystycznym. Znajduje się na niewielkim wzniesieniu. Prezbiterium jest zwrócone w stronę południową. Jest to budowla murowana, wybudowana z cegły i otynkowana. Składa się z jednej nawy i posiada dwuwieżową fasadę. Nawa posiada trzy przęsła; prezbiterium jest węższe i posiada dwa przęsła, zostało wybudowane na planie prostokąta, z lewej i prawej strony prezbiterium są umieszczone zakrystie, o jednakowej z nim długości, nieco wysunięte przed lico murów nawy (zachodnia jest dwudzielna i posiada kształt zapewne z lat 1912–1913). 

## Wyposażenie
Wyposażenie wnętrza (ołtarz główny, dwa ołtarze boczne, ambona) reprezentuje styl późnobarokowy i jest ozdobione ornamentem regencyjnym, zostało wykonane około połowy XVIII wieku (w wizytacji 1754 zostało wzmiankowane jako nowe). 

### Ołtarze

#### Ołtarz główny
Ołtarz główny jest architektoniczny, trójdzielny i posiada zwieńczenie (kiedyś także posiadał bramki);
- w polu głównym jest umieszczony obraz Matki Bożej Różańcowej z Dzieciątkiem, w typie obrazu z Bazyliki Matki Bożej Większej w Rzymie, wykonany został w 2. połowie XVII wieku (niegdyś był umieszczony w metalowej sukience rokokowej po połowie XVIII wieku), znajdujący się w ozdobnej regencyjno-rokokowej ramie, podarowany przez biskupa Antoniego Gołaszewskiego - konsekratora świątyni;
- w polach bocznych są umieszczone rzeźby św. Dominika i Franciszka;
- na zasuwie jest umieszczony obraz Przemienienia Pańskiego, wykonany być może pod koniec XIX wieku, ze słabo czytelną sygnaturą artysty Mireckiego i nieczytelną datą;
- w zwieńczeniu jest umieszczona rzeźba Boga Ojca pośród obłoków i uskrzydlonych główek aniołków, z lewej i prawej strony są umieszczone cztery rzeźby aniołków;
- tabernakulum powstałe być może w tym samym czasie co ołtarz, nakryte jest kopułką z dwoma wyrzeźbionymi aniołkami, drzwiczki metalowe są wzorowane na wcześniejszych.

#### Ołtarze boczne
Dwa ołtarze boczne, są analogiczne do ołtarza głównego, architektoniczne, jednoosiowe, posiadające zwieńczenia, z ich lewej i prawej strony są umieszczone rzeźby aniołków; w ołtarzu prawym znajduje się obraz św. Mikołaja biskupa z XVIII wieku; ażurowe konsolki w stylu rokokowym zostały wykonane później.

### Pozostałe
- Ambona jest ozdobiona płaskorzeźbami czterech ewangelistów, została wykonana zapewne w latach 1912–1913., na korpusie, nałożonym na ornament regencyjny, jest zakończona wolutowym baldachimem.
- Chrzcielnica w stylu późnobarokowym pochodzi z 2. ćwierci XVIII wieku, w formie kielicha, odnowiona.
- Dwie pary ławek w formie łodzi pochodzą z XVIII wieku.
- Prospekt organowy być może wykonany później, jest dekorowany elementami rokokowymi pochodzącymi z 2. połowy XVIII wieku.
- Fotel i dwa taborety w stylu późnobarokowym pochodzą być może z około połowy XVIII wieku[3].